# Tadeusz Faryna

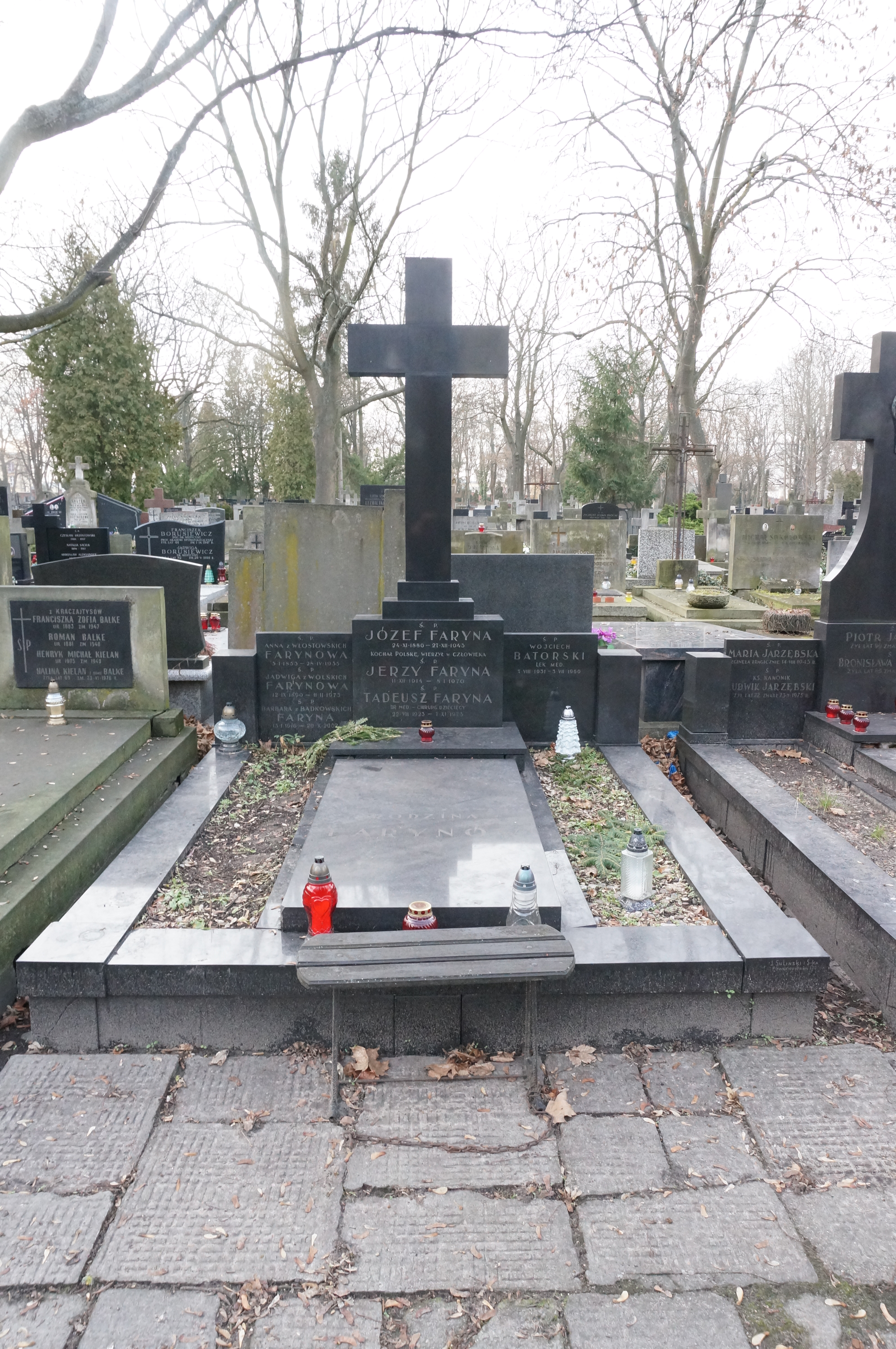
Grób Tadeusza Faryny na cmentarzu Powązkowskim

Tadeusz Faryna (ur. 22 sierpnia 1923 w Warszawie, zm. 7 listopada 1973 tamże) – doktor medycyny, chirurg-traumatolog dziecięcy.

## Życiorys
Świadectwo dojrzałości uzyskał w czasie okupacji, na tajnych kompletach. Od 1941 studiował w Prywatnej Szkole dla Pomocniczego Personelu Sanitarnego doc. Jana Zaorskiego, która była zakonspirowanym Wydziałem Lekarskim Uniwersytetu Warszawskiego.
Walkę w powstaniu warszawskim rozpoczął na Żoliborzu, a potem w szeregach grupy „Kampinos” AK pod dowództwem płk Józefa Krzyczkowskiego ps. Szymon w zgrupowaniu „Okonia”. W styczniu 1945 wrócił do Warszawy, gdzie otrzymał absolutorium, a w grudniu 1946 dyplom lekarza.
Swoje życie zawodowe związał ze Szpitalem Dziecięcym przy ul. Działdowskiej. Jego nauczycielem był doc. Tadeusz Hroboni i prof. Jan Kossakowski. W 1951 otrzymał doktorat nauk medycznych, a w 1956 specjalizację w zakresie chirurgii dziecięcej. Pracował jako redaktor w „Polskim Tygodniku Lekarskim” oraz redagował słowniki lekarskie.
Jego rodzina związana była od pokoleń z Warszawą. Rodzice mieli przed wojną słynną kwiaciarnię „Celosia” przy Placu Zbawiciela. W 1948 ożenił się z Marią Kobuszewską. Mieli dwoje dzieci: Hannę – historyka sztuki i Jana – doktora medycyny.
Pochowany na cmentarzu Powązkowskim w Warszawie kw. 240-1-16/17.